# Fromis 9
Fromis 9 (cách điệu thành fromis_9, tiếng Hàn Quốc: 프로미스나인 hay 프로미스_9) là một nhóm nhạc nữ Hàn Quốc gồm 9 thành viên được thành lập vào ngày 24 tháng 1 năm 2018 bởi CJ E&M thông qua chương trình Idol School trên Mnet trong năm 2017.

## Lịch sử

### Trước khi ra mắt
- Seoyeon đã từng là thực tập sinh của trong YG 6 năm và đã được giới thiệu qua dự án ''Future 2NE1'' nhưng cô đã rời đi trước khi được ra mắt. Cô từng xuất hiện trong MV Knock Out của G-Dragon và T.O.P (Big Bang) vào năm 2011.
- Năm 2014, Saerom đã tham gia chương trình Dancing 9 của Mnet. Cô từng xuất hiện trong MV 5! My Baby của Apink và Beast.
- Jiwon đã từng là thực tập sinh của JYP từ năm 2012 đến 2015. Cô từng xuất hiện trong MV Only You của Miss A. Năm 2015, cô đã tham gia chương trình sống còn Sixteen để tuyển chọn thành viên nhóm nhạc nữ Twice nhưng đã bị loại ở tập 9 (Trước chung kết 1 tập).
- Chaeyoung cũng từng là thực tập sinh của JYP chung với Jiwon.
- Jiheon đã từng là thực tập sinh của IFI Training Center and Ti Agency. Cô cũng từng vượt qua vòng thử giọng của Woolim nhưng cuối cùng không trở thành thực tập sinh của công ty.

Vào tháng 3 năm 2017, đã có thông báo rằng Mnet sẽ ra mắt một chương trình sống còn thực tế mới mang tên Idol School để thành lập một nhóm nhạc nữ mới. Bắt đầu từ ngày 13 tháng 7 và kết thúc vào ngày 29 tháng 9 năm 2017 với Roh Ji-sun, Song Ha-young, Lee Sae-rom, Lee Chae-young, Lee Na-gyung, Park Ji-won, Lee Seo-yeon, Baek Ji-heon và Jang Gyu-ri là chín thành viên của Fromis 9. Đội hình cuối cùng chỉ được quyết định thông qua số phiếu trực tiếp và trực tuyến của người xem. Pledis Entertainment do Giám đốc điều hành Han Sung-soo quản lý tập huấn và sẽ ra mắt nhóm.
Fromis 9 đã có chương trình thực tế của riêng mình vào ngày 19 tháng 10 với tựa đề Fromis's Room về khoảng thời gian chuẩn bị con đường để ra mắt. Theo định dạng của một simulcast, nơi kết hợp các tài liệu ghi âm trước và replay của Facebook Live phát sóng trong ký túc xá của họ, do đó tên của nhóm sau đó đã được đổi thành Fromis 9 (viết tắt  từ From Idol School) sau phần cuối cùng của Fromis's Room vào ngày 23 tháng 11, với danh nghĩa là 9 sinh viên tốt nghiệp trường Idol.
Ngày 29 tháng 11, Fromis 9 đã trình diễn bài hát đầu tay có tiêu đề "Glass shoes" tại Mnet Asian Music Awards năm 2017 tại Nhật Bản. Bài hát được phát hành dưới dạng đĩa đơn vào ngày hôm sau.

### 2018: Ra mắt với To. Heart, sự trở lại với To. Day và From. 9
Vào ngày 8/1/2018, Stone Music Entertainment thông báo rằng Fromis 9 sẽ chính thức ra mắt với phần chơi mở rộng (EP) đầu tiên của họ mang tên To. Heart. EP, cùng với đĩa đơn chính, "To Heart", được phát hành vào ngày 24/1.
Ngày 5/6/2018, Fromis 9 trở lại với mini album To.Day với ca khúc chủ đề là DKDK, nhưng lần này Fromis 9 trở lại với đội hình 8 thành viên vì Gyuri đã tham gia chương trình sống còn Produce 48 nhưng bị loại ở tập 10 với hạng 25.

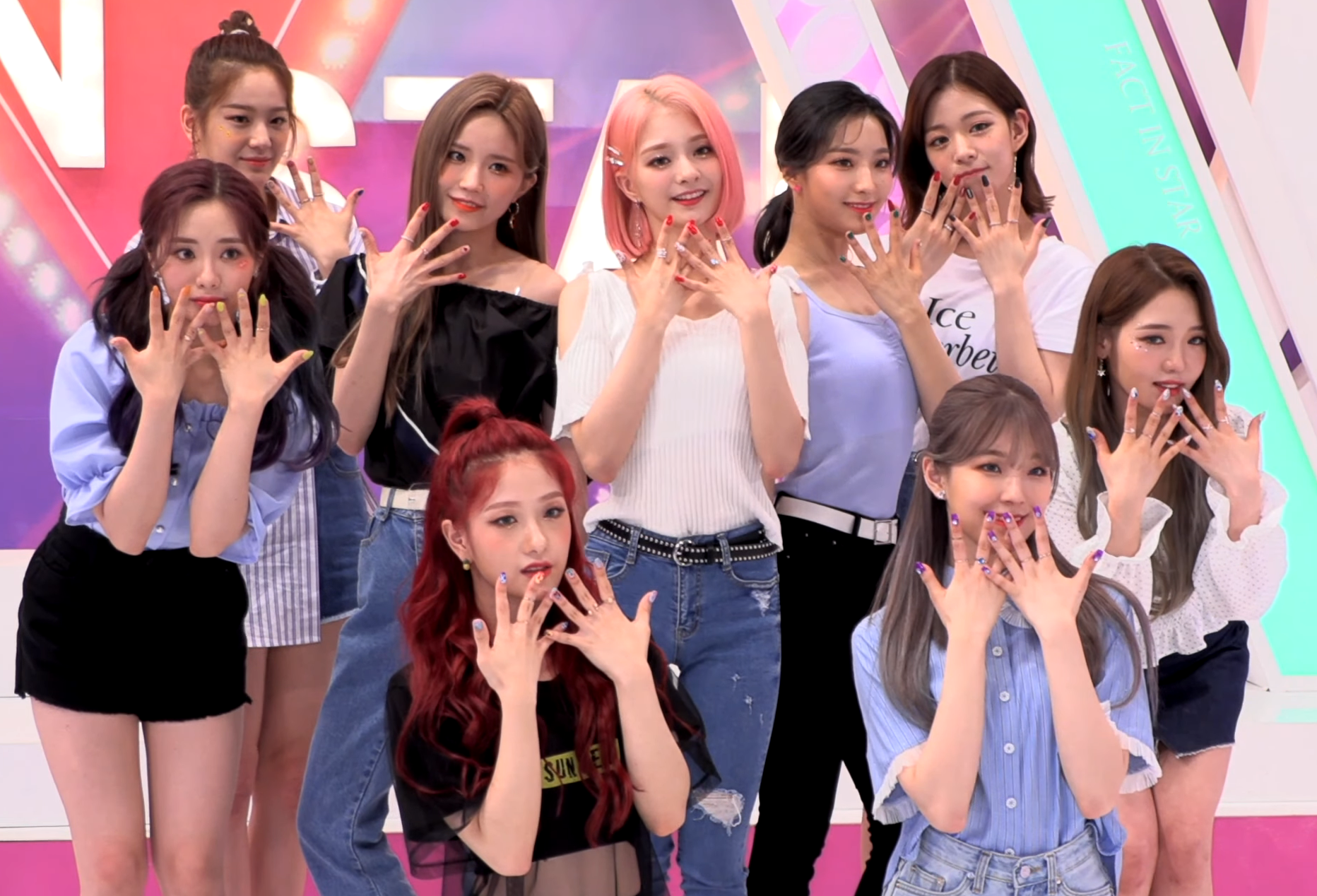
Fromis9 năm 2019

Ngày 10/10/2018, Fromis 9 trở lại với single album From. 9 với đội hình 9 thành viên sau khi thành viên Gyuri trở về từ chương trình Produce 48 với bài hát chủ đề "Love Bomb".

### 2019: Sự trở lại với Fun Factory
Ngày 4 tháng 6 năm 2019, Fromis 9 trở lại với single album Fun Factory với bài hát chủ đề mang tên "FUN".
2020: Trở lại với mini album My Little Society
Ngày 16 tháng 9 năm 2020, Fromis 9 trở lại với mini album My Little Society sau một năm ba tháng cùng bài hát chủ đề Feel Good (Secret Code).
Thành viên Lee Seoyeon đã đóng góp sáng tác(composer) một bài hát trong album mang tên "Starry Night".
Off The Record(OTR) cũng đã thông báo rằng Seoyeon sẽ không góp mặt trong đợt quảng bá lần này vì chấn thương của cô ở chân, thay vào đó Seoyeon sẽ tập trung vào việc hồi phục.
Album đã bán được hơn 30.000 bản ngay trong tuần đầu tiên ra mắt (theo Hanteo).

### 2021: 9 Way Ticket, công ty quản lý mới
Vào ngày 17 tháng 5, nhóm phát hành album đĩa đơn thứ hai 9 Way Ticket, với ca khúc chủ đề "We Go".
Vào ngày 16 tháng 8, Pledis Entertainment thông báo Fromis 9 sẽ rời khỏi Off The Record và Pledis Entertainment sẽ tiếp quản nhóm
Vào ngày 9 tháng 8, fromis_9 sẽ hoạt động với đội hình 8 thành viên. Jang Gyuri đã hoàn thành việc quảng bá mini album "from our Memento Box", hợp đồng và các hoạt động của cô với nhóm sẽ kết thúc từ ngày 31/7. Khi được chuyển giao sang Pledis vào tháng 8/2021, 8 thành viên đều ký hợp đồng độc quyền mới. Còn Gyuri vẫn duy trì các điều khoản của hợp đồng ban đầu đã ký với công ty trước, Pledis chỉ chịu trách nhiệm quản lý các hoạt động nhóm và cá nhân của cô ấy.

## Thành viên
- Chú thích: In đậm là nhóm trưởng

| Nghệ danh           | Nghệ danh | Nghệ danh      | Tên khai sinh | Tên khai sinh | Tên khai sinh  | Tên khai sinh | Tên khai sinh   | Vai trò                                 | Ngày sinh         | Nơi sinh                                 | Quốc tịch |
| Latinh              | Hangul    | Kana           | Latinh        | Hangul        | Kana           | Hanja         | Hán-Việt        | Vai trò                                 | Ngày sinh         | Nơi sinh                                 | Quốc tịch |
| Thành viên hiện tại |           |                |               |               |                |               |                 |                                         |                   |                                          |           |
| Lee Saerom          | 이새롬    | イ・セロム     | Lee Saerom    | 이새롬        | イ・セロム     | 李賽輪        | Lý Sài Luân     | Lead Dancer, Sub Vocalist, Visual       | 7 tháng 1, 1997   | Suwon, Gyeonggi, Hàn Quốc                | Hàn Quốc  |
| Song Hayoung        | 송하영    | ソン・ハヨン   | Song Hayoung  | 송하영        | ソン・ハヨン   | 宋河英        | Tống Hà Anh     | Main Dancer, Main Vocalist              | 29 tháng 9, 1997  | Gwangju, Hàn Quốc                        | Hàn Quốc  |
| Park Jiwon          | 박지원    | パク・ジウォン | Park Jiwon    | 박지원        | パク・ジウォン | 朴池原        | Phác Trì Nguyên | Main Vocalist                           | 20 tháng 3, 1998  | Changwon, Gyeongsang Nam, Hàn Quốc       | Hàn Quốc  |
| Roh Jisun           | 노지선    | ノ・ジソン     | Noh Jisun     | 노지선        | ノ・ジソン     | 盧知宣        | Lư Tri Tuyên    | Sub Vocalist, Center                    | 23 tháng 11, 1998 | Seoul, Hàn Quốc                          | Hàn Quốc  |
| Lee Seoyeon         | 이서연    | イ・ソヨン     | Lee Seoyeon   | 이서연        | イ・ソヨン     | 李瑞淵        | Lý Thụy Uyên    | Main Rapper, Lead Vocalist, Lead Dancer | 22 tháng 1, 2000  | Seoul, Hàn Quốc                          | Hàn Quốc  |
| Lee Chaeyoung       | 이채영    | イ・チェヨン   | Lee Chaeyoung | 이채영        | イ・チェヨン   | 李彩煐        | Lý Thái Anh     | Main Dancer, Lead Rapper, Sub Vocalist  | 14 tháng 5, 2000  | Pohang, Gyeongsang Bắc, Hàn Quốc         | Hàn Quốc  |
| Lee Nagyung         | 이나경    | イ・ナギョン   | Lee Nagyung   | 이나경        | イ・ナギョン   | 李娜炅        | Lý Na Quý       | Lead Dancer, Sub Vocalist, Visual       | 1 tháng 6, 2000   | Bundang-gu, Seongnam, Gyeonggi, Hàn Quốc | Hàn Quốc  |
| Baek Jiheon         | 백지헌    | ペク・ジホン   | Baek Jiheon   | 백지헌        | ペク・ジホン   | 白知憲        | Bạch Tri Hiến   | Sub Vocalist, Maknae                    | 17 tháng 4, 2003  | Boseong, Jeolla Nam, Hàn Quốc            | Hàn Quốc  |
| Cựu thành viên      |           |                |               |               |                |               |                 |                                         |                   |                                          |           |
| Jang Gyuri          | 장규리    | チャン・ギュリ | Jang Gyuri    | 장규리        | チャン・ギュリ | 張圭 悧       | Trương Khuê Lợi | Lead Vocalist                           | 27 tháng 12, 1997 | Seoul, Hàn Quốc                          | Hàn Quốc  |

## Danh sách đĩa nhạc

### Album
| Tên             | Thông tin album | Danh sách bài hát | Vị trí xếp hạng cao nhất | Vị trí xếp hạng cao nhất | Doanh số        |
| Tên             | Thông tin album | Danh sách bài hát | HQ                       | NB                       | Doanh số        |
| --------------- | --- | --- | ------------------------ | ------------------------ | --------------- |
| Unlock My World | - Phát hành: Ngày 5 tháng 6 năm 2023 - Hãng: Pledis Entertainment - Định dạng: CD, digital download, streaming audio | Danh sách 1. Attitue 2. #menow 3. Wishlist 4. In the Mirror 5. Don't Care 6. Prom Night 7. Bring It On 8. What I Want 9. My Night Routine 10. Eye Contact | 5                        | 7                        | - Hàn: 111,500+ |

### Mini album
| Tên       | Thông tin album | Danh sách bài hát | Vị trí xếp hạng cao nhất | Doanh số                    |
| Tên       | Thông tin album | Danh sách bài hát | HQ                       | Doanh số                    |
| --------- | --- | --- | ------------------------ | --------------------------- |
| To. Heart | - Phát hành: Ngày 24 tháng 1 năm 2018 - Hãng: Stone Music Entertainment - Định dạng: CD, digital download, streaming audio | Danh sách 1. 나의게로 오는 길(The way to me) (Intro.) 2. To heart 3. 환상속의 그대(Miracle) 4. 피노키오(Pinocchio) 5. Be with you 6. 유리구두(Glass shoes) (MAMA ver.) | 4                        | - Hàn: 22.279 - Nhật: 1,146 |
| To. Day   | - Phát hành: Ngày 5 tháng 6 năm 2018 - Hãng: Stone Music Entertainment - Định dạng: CD, digital download, streaming audio  | Danh sách 1. 다가가고 싶어(Close to you) 2. 너를 따라, 너에게(Think of you) 3. 두근두근(DKDK) 4. 22세기 소녀(22-century girl) 5. Clover 6. First love                  | 4                        | - Hàn: 20,480 - Nhật: 958   |

### Single album
| Tiêu đề              | Thông tin album | Danh sách bài hát | Vị trí xếp hạng cao nhất | Doanh số      |
| Tiêu đề              | Thông tin album | Danh sách bài hát | HQ                       | Doanh số      |
| -------------------- | --- | --- | ------------------------ | ------------- |
| From.9               | - Phát hành: Ngày 10 tháng 10 năm 2018 - Hãng: Off the Record Entertainment - Định dạng: CD, digital download, streaming audio | Danh sách 1. Love bomb 2. Dancing queen 3. 물들어(Coloring) 4. 두근두근(DKDK) (From.9 Ver.) 5. 22세기 소녀(22-century girl) (From.9 Ver.) | 3                        | - Hàn: 36,748 |
| Fun Factory          | - Phát hành: Ngày 4 tháng 6 năm 2019 - Hãng: Off the Record Entertainment - Định dạng: CD, digital download, streaming audio   | Danh sách 1. Fun! 2. Love rumpumpum 3. Fly high                                                                                           | 2                        | - Hàn: 61,257 |
| 9 Way Ticket         | - Phát hành: Ngày 17 tháng 5 năm 2021 - Hãng: Off the Record Entertainment - Định dạng: CD, digital download, streaming audio  | Danh sách 1. Airplane Mode 2. We Go 3. Promise                                                                                            | 4                        |               |
| Midnight Guest       | - Phát hành: Ngày 17 tháng 1 năm 2022 - Hãng: Pledis Entertainment - Định dạng: CD, digital download, streaming audio          | Danh sách 1. Escape Room 2. DM 3. Love Is Around 4. Hush Hush 5. 0g                                                                       |                          |               |
| from our Memento Box | - Phát hành: Ngày 27 tháng 6 năm 2022 - Hãng: Pledis Entertainment - Định dạng: CD, digital download, streaming audio          | Danh sách 1. Up And 2. Stay This Way 3. Blind Letter 4. Cheese 5. Rewind                                                                  |                          |               |

## Video âm nhạc

### Video âm nhạc
| Năm  | Ngày phát hành | MV                      | Album                | Thành viên        | Ghi chú                                           |
| ---- | -------------- | ----------------------- | -------------------- | ----------------- | ------------------------------------------------- |
| 2017 | 29/11          | Glass shoes             | Không có             | Cả nhóm           | MV debut của nhóm                                 |
| 2018 | 24/1           | To heart                | To. Heart            | Cả nhóm           |                                                   |
| 2018 | 5/6            | DKDK                    | To. Day              | Cả nhóm trừ Gyuri | Gyuri không xuất hiện vì đang tham gia Produce 48 |
| 2018 | 10/10          | Love Bomb               | From.9               | Cả nhóm           |                                                   |
| 2018 | 29/10          | Fall in Love            | Không có             | Hayoung           | My Only One OST                                   |
| 2019 | 21/5           | Start Now               | Không có             | Jiwon, Nagyung    | My Secretary Life OST                             |
| 2019 | 4/6            | Fun!                    | Fun Factory          | Cả nhóm           |                                                   |
| 2020 | 15/9           | Feel Good (Secret Code) | My Little Society    | Cả nhóm           |                                                   |
| 2021 | 17/5           | We Go                   | 9 Way Ticket         | Cả nhóm           |                                                   |
| 2021 | 1/9            | Talk & Talk             | Talk & Talk          | Cả nhóm           |                                                   |
| 2022 | 17/1           | DM                      | Midnight Guest       | Cả nhóm           |                                                   |
| 2022 | 27/6           | Stay This Way           | from our Memento Box | Cả nhóm           |                                                   |
| 2023 | 5/6            | #menow                  | Unlock My World      | Cả nhóm           |                                                   |

### Video âm nhạc đã xuất hiện
| Năm  | Ngày phát hành | MV               | Nghệ sĩ                          | Thành viên |
| ---- | -------------- | ---------------- | -------------------------------- | ---------- |
| 2011 | –              | Knock Out        | G-Dragon, T.O.P(Big Bang)        | Seoyeon    |
| 2014 | –              | 5! My Baby       | Apink, Beast                     | Saerom     |
| 2015 | 29/3           | Only You         | Miss A                           | Jiwon      |
| 2017 | 29/6           | Pretty           | Thí sinh Idol School             | Cả nhóm    |
| 2018 | 17/2           | Falling Blossoms | Heechul(Super Junior), Kyunghoon | Jisun      |
| 2018 | 10/5           | Pick me          | Thí sinh Produce 48              | Gyuri      |

- Một số bài hát khác

### Hợp tác
| Năm  | Bài hát      | Album               | Thành viên | Ghi chú                                                         |
| ---- | ------------ | ------------------- | ---------- | --------------------------------------------------------------- |
| 2018 | To reach you | 30 Girls 6 Concepts | Gyuri      | Kết hợp với Chaewon, Yuri(IZ*ONE), Nako(HKT48/IZ*ONE), Na Goeun |

## Chương trình
- Idol School (2017, Mnet)
- Fromis Room (2017, Mnet, Facebook Live)
- Fromis 9 Behind (2017, Naver V Live)
- Mind Map (2017, Naver V Live)
- Channel_9 Season 2 (2019)

## Giải thưởng và đề cử

### Asia Artist Awards
| Năm  | Hạng mục                                     | Đề cử cho | Kết quả   |
| ---- | -------------------------------------------- | --------- | --------- |
| 2018 | Nghệ sĩ được yêu thích nhất (Ca sĩ) - Top 50 | fromis_9  | Đề cử     |
| 2018 | Giải thưởng tăng trưởng nhanh                | fromis_9  | Đoạt giải |
| 2019 | Nghệ sĩ được yêu thích nhất (Ca sĩ) - Top 50 | fromis_9  | Đề cử     |
| 2019 | Giải thưởng phổ biến Starnews (Nhóm nữ)      | fromis_9  | Đề cử     |

### Asia Model Awards
| Năm  | Hạng mục             | Đề cử cho | Kết quả   |
| ---- | -------------------- | --------- | --------- |
| 2018 | Ngôi sao mới (Ca sĩ) | fromis_9  | Đoạt giải |

### Gaon Chart Music Awards
| Năm  | Hạng mục            | Đề cử cho | Kết quả |
| ---- | ------------------- | --------- | ------- |
| 2019 | Nghệ sĩ mới của năm | fromis_9  | Đề cử   |

### MBC Plus X Genie Music Awards
| Năm  | Hạng mục                           | Đề cử cho | Kết quả |
| ---- | ---------------------------------- | --------- | ------- |
| 2018 | Nghệ sĩ của năm                    | fromis_9  | Đề cử   |
| 2018 | Nghệ sĩ nữ mới xuất sắc nhất       | fromis_9  | Đề cử   |
| 2018 | Giải thưởng âm nhạc Genie phổ biến | fromis_9  | Đề cử   |

### Korea Popular Music Awards
| Năm  | Hạng mục         | Đề cử cho | Kết quả |
| ---- | ---------------- | --------- | ------- |
| 2019 | Tân binh của năm | fromis_9  | Đề cử   |

### Melon Music Awards
| Năm  | Hạng mục                  | Đề cử cho | Kết quả |
| ---- | ------------------------- | --------- | ------- |
| 2019 | Nghệ sĩ mới xuất sắc nhất | fromis_9  | Đề cử   |

### Mnet Asian Music Awards
| Năm  | Hạng mục                     | Đề cử cho | Kết quả |
| ---- | ---------------------------- | --------- | ------- |
| 2019 | Nghệ sĩ nữ mới xuất sắc nhất | fromis_9  | Đề cử   |

### Seoul Music Awards
| Năm  | Hạng mục                    | Đề cử cho | Kết quả |
| ---- | --------------------------- | --------- | ------- |
| 2018 | Nghệ sĩ mới xuất sắc nhất   | fromis_9  | Đề cử   |
| 2018 | Giải thưởng phổ biến        | fromis_9  | Đề cử   |
| 2018 | Giải thưởng Hallyu đặc biệt | fromis_9  | Đề cử   |

### Hanteo Music Awards
| Năm  | Hạng mục              | Đề cử cho | Kết quả   |
| ---- | --------------------- | --------- | --------- |
| 2023 | Post Generation Award | fromis_9  | Đoạt giải |

## Chương trình âm nhạc

### The Show
| Năm  | Ngày       | Bài hát         | Điểm |
| ---- | ---------- | --------------- | ---- |
| 2021 | 7 tháng 9  | "Talk & Talk"   | 8470 |
| 2022 | 25 tháng 1 | "DM"            | 8353 |
| 2022 | 05 tháng 7 | "Stay This Way" | 8270 |
| 2023 | 13 tháng 6 | "#menow"        | 8700 |
| 2024 | 20 tháng 8 | "Supersonic"    | 9210 |

### Show Champion
| Năm  | Ngày       | Bài hát         | Điểm |
| ---- | ---------- | --------------- | ---- |
| 2022 | 26 tháng 1 | "DM"            | 7642 |
| 2022 | 06 tháng 7 | "Stay This Way" | 8690 |

### M Countdown
| Năm  | Ngày       | Bài hát         | Điểm |
| ---- | ---------- | --------------- | ---- |
| 2022 | 07 tháng 7 | "Stay This Way" | 9262 |
| 2024 | 22 tháng 8 | "Supersonic"    | 9953 |

### Music Bank
| Năm  | Ngày       | Bài hát           | Điểm |
| ---- | ---------- | ----------------- | ---- |
| 2022 | 8 tháng 7  | "Stay This Way"   | 8378 |
| 2024 | 23 tháng 8 | "Supersonic"      | 7019 |
| 2025 | 4 tháng 7  | "LIKE YOU BETTER" | 6903 |

### Show! Music Core
| Năm  | Ngày       | Bài hát         | Điểm |
| ---- | ---------- | --------------- | ---- |
| 2022 | 9 tháng 7  | "Stay This Way" | 8242 |
| 2024 | 24 tháng 8 | "Supersonic"    | 8757 |